# Röpersdorf
Röpersdorf ist ein zum Ortsteil Röpersdorf/Sternhagen gehörender bewohnter Gemeindeteil der Gemeinde Nordwestuckermark im Landkreis Uckermark im Nordosten des Landes Brandenburg. Der Ort war bis zum 1. Dezember 1997 eine eigenständige Gemeinde.

## Lage
Röpersdorf liegt am Westufer des Unteruckersees, vier Kilometer südlich der Kreisstadt Prenzlau in der Uckermark. Umliegende Ortschaften sind Prenzlau im Norden, Dreyershof und Seelübbe auf der anderen Seite des Unteruckersees im Osten und Südosten, Zollchow im Süden sowie Dollshof und Schmachtenhagen im Südwesten. Zu Röpersdorf gehört der Wohnplatz Luisenthal.
Der Ort liegt an der Kreisstraße 7320 zwischen Prenzlau und Potzlow. Die Bundesstraße 109 ist etwa 2,5 Kilometer entfernt.

## Geschichte
Das ursprünglich als Straßenangerdorf angelegte Röpersdorf wurde 1362 als Roperstorp erstmals urkundlich erwähnt. Der Name des Ortes ist von dem deutschen Nachnamen „Röper“ abgeleitet, was auf einen Dorfgründer oder ehemaligen Besitzer des Ortes hindeutet. Ursprünglich gegründet wurde Röpersdorf vermutlich von slawischen Siedlern. Im 14. Jahrhundert kam das Dorf in den Besitz des Sabinenklosters Prenzlau, bis dieses 1543 säkularisiert wurde. Über mehrere Dorfbesitzer kam Röpersdorf somit im Jahr 1861 in den Besitz der Stadt Prenzlau.
Am 1. Juli 1950 wurde die südliche Nachbargemeinde Zollchow nach Röpersdorf eingemeindet. Bis 1952 gehörte Röpersdorf zum Landkreis Prenzlau in der preußischen Provinz Brandenburg. Nach der DDR-Kreisreform gehörte die Gemeinde schließlich zum verkleinerten Kreis Prenzlau im Bezirk Neubrandenburg. Seit der Wende und der brandenburgischen Kreisreform 1993 liegt Röpersdorf im Landkreis Uckermark. Ab 1994 kam es in Röpersdorf zu einem Anstieg der Bevölkerung, nachdem dort mit dem Bau eines neuen Wohngebietes begonnen wurde. Am 1. Dezember 1997 schloss sich Röpersdorf mit der Gemeinde Sternhagen zur Gemeinde Röpersdorf/Sternhagen zusammen. Diese fusionierte am 1. November 2001 mit neun weiteren Gemeinden zu der heutigen Großgemeinde Nordwestuckermark.

## Sehenswürdigkeiten
- Die evangelische Dorfkirche Röpersdorf ist ein Feldsteinbau aus dem 13. Jahrhundert. Das Dachwerk stammt aus dem Jahr 1380. Im Jahr 1890 erfolgte ein umfassender Umbau des Gebäudes, bei dem der hohe quadratische Westturm aus Backstein ergänzt wurde. Die Fenster wurden zur selben Zeit spitzbogig erweitert. Im Inneren der Kirche wurde bei Sanierungsarbeiten im Jahr 2003 eine bemalte Holzdecke freigelegt, dazu kommen Emporen im Westen, Norden und Süden aus dem 18. Jahrhundert. Die Kirche ist mit einem Kanzelaltar aus dem 18. Jahrhundert ausgestattet.[4] Die heutige Kirchhofeinfriedung entstand um 1900 als Ziegel- und Backsteinbau, darin befindet sich das Kirchhofportal aus dem 16. Jahrhundert.[5] In der Kirche befindet sich eine Orgel des Berliner Orgelbauers Carl August Buchholz aus dem Jahr 1848.[6] Die Kirche sowie die Kirchhofeinfriedung und Orgel stehen unter Denkmalschutz.

## Einwohnerentwicklung
| Jahr | Einwohner |
| ---- | --------- |
| 1875 | 256       |
| 1890 | 245       |
| 1925 | 277       |

| Jahr | Einwohner |
| ---- | --------- |
| 1933 | 228       |
| 1939 | 233       |
| 1946 | 286       |

| Jahr | Einwohner |
| ---- | --------- |
| 1950 | 520       |
| 1964 | 460       |
| 1971 | 490       |

| Jahr | Einwohner |
| ---- | --------- |
| 1981 | 362       |
| 1989 | 339       |
| 1996 | 504       |

Gebietsstand des jeweiligen Jahres